# Marguerite (filme)
Marguerite (prt/bra: Marguerite) é um filme franco-belga-checo do género comédia dramática, realizado por Xavier Giannoli e escrito por Giannoli e Marcia Romano, com base na vida da cantora estado-unidense Florence Foster Jenkins. Foi protagonizado por Catherine Frot e ambientado na época dos felizes anos vinte. As filmagens foram feitas em Praga, entre setembro e dezembro de 2014. O filme foi exibido em competição na septuagésima segunda edição edição do Festival de Veneza. Estreou-se em França a 16 de setembro, e em Portugal a 29 de outubro de 2015.
No Brasil, foi apresentado pela Mares Filmes no Festival Varilux de Cinema Francês 2016.

## Elenco
- Catherine Frot como Marguerite
- André Marcon como Georges Dumont
- Denis Mpunga como Madelbos
- Michel Fau como Atos Pezzini / Divo
- Christa Théret como Hazel
- Sylvain Dieuaide como Lucien Beaumont
- Aubert Fenoy como Kyrill von Priest
- Théo Cholbi como Diego
- Sophie Leboutte como Félicité La Barbue

## Recepção
No agregador de críticas Rotten Tomatoes, o filme tem uma taxa de aprovação de 95%, com base em 92 comentários dos críticos. O consenso crítico do site diz: "Comovente, engraçado e atenciosa, Marguerite honra sua inspiração na vida real com um olhar bem atuado e inspirador sobre a natureza da arte e o valor de um sonho." No Metacritic tem uma pontuação de 76 de 100, com base em 25 críticos, indicando "avaliações geralmente favoráveis".